# TANABON
TANABON（タナボン、1974年8月1日 - ）は、日本のストリートダンスプロデューサー、ブレイクダンサー。
株式会社アドヒップ代表取締役社長。
日本国際ダンス連盟「FIDA JAPAN」参与。
BREAKING CREW AIR REALの創立者。大阪府摂津市出身。本名は田中大爾。
2000年4月に株式会社アドヒップに入社し、JAPAN DANCE DELIGHT、BATTLE OF THE YEAR、STYLE JUNCTION、OLD SCHOOL NIGHT等ADHIPの全イベントのプロデューサー。
自らマイクを握りMCを行う事もある。
また平成28年度大阪府・大阪市芸術文化魅力育成プロジェクト総合プロデューサーとしても活動。
2020年 日本国際ダンス連盟「FIDA JAPAN」参与就任
2021年4月 株式会社アドヒップ代表取締役社長就任

## 主なプロデュースイベント
- JAPAN DANCE DELIGHT[1]
- OLD SCHOOL NIGHT
- BATTLE OF THE YEAR JAPAN
- STYLE JUNCTION
- DANCE GRANDE
- THE GAME
- JJBC
- BIG BNAG
- DANCE ATTACK
- Be.b-boy
- Hook up
- TRUE SKOOL

## TV
- DANCE DELIGHT TV